# Bit plane

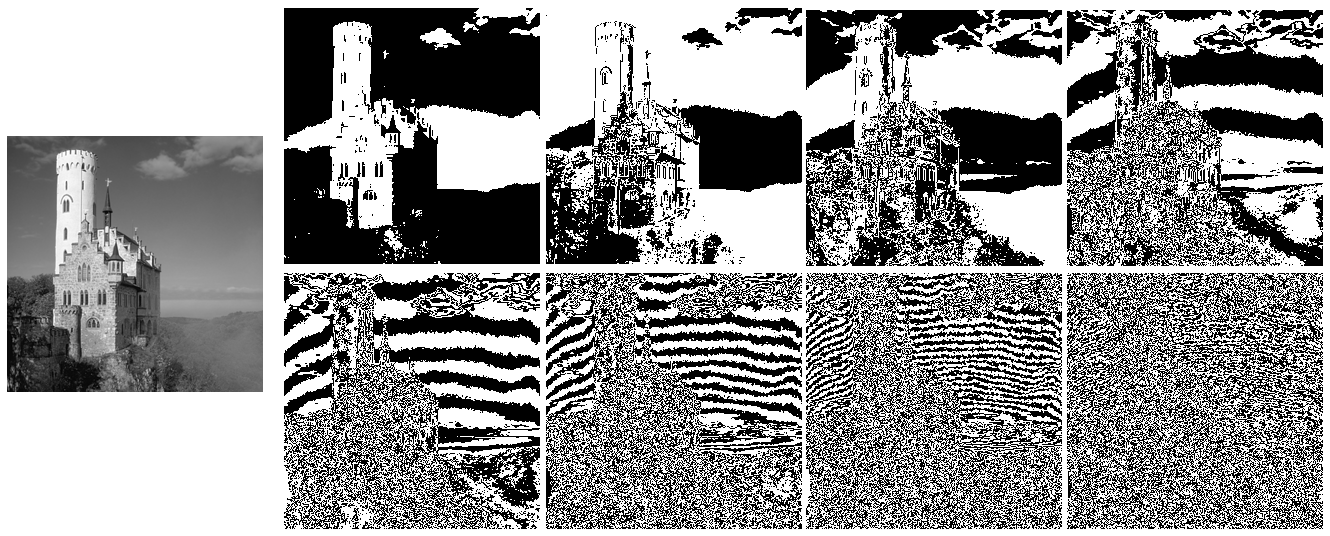
Os 8 bit-planes de uma imagem em escala de cinza (do lado esquerdo). Há oito devido a imagem original usar oito bits por pixel.

Um bit plane de um sinal digital discreto (como imagem ou som) é um conjunto de bits correspondentes a uma dada posição de bit em cada um dos números binários que representam um sinal.
Por exemplo, para uma representação de dados de 8 bits há 8 bit planes: o primeiro bit plane contém o conjunto do bit mais significativo e o 8º contém o bit menos significativo.
É possível ver que o primeiro bit de plano dá à aproximação mais áspera, porém a aproximação mais crítica dos valores de um meio, e quanto maior o número do bit plane, menor é a sua contribuição para a fase final. Assim, adicionar um bit plane dá uma melhor aproximação.
Incrementar um bit plane por 1 fornece a metade do resultado final de um valor de um bit plane anterior. Se um bit é definido como 1, o valor de metade de um bit plane anterior é adicionada, caso contrário não é, definindo o valor final.
Bitplane é por vezes usado como sinônimo de Bitmap. No entanto, tecnicamente, o primeiro se refere à localização dos dados na memória e o último aos dados em si.
Um aspecto do uso de bit planes é determinar se um bit plane é um ruído aleatório ou contém informações importantes.
Um método para calcular isso é comparar cada pixel (X, Y) a três pixels adjacentes (X-1, Y), (X, Y-1) e (X-1, Y-1). Se o pixel for o mesmo que, pelo menos, dois dos três pixels adjacentes, não é ruído. A bit plane de ruído terá de 49% a 51% dos pixels sendo ruídos.